# No Good Advice
No Good Advice — второй сингл британской поп-группы Girls Aloud, основанной в 2002 году в ходе английского реалити-шоу Popstars. Сингл выпущен в 2003 году, на звукозаписывающем лейбле Polydor.

## Создание
В музыкальном плане песня описывалась как "диско трек с гитарой — нечто среднее между группами Blondie и The Bangles. The song was written in the key of B♭ minor. Песня состоит из куплета, за которым следуют бридж и припев. Вместо бриджа — гитарное соло. Песня заканчивается устным финалом.
Написанная Мирандой Купер, «No Good Advice» описывает бунтующую девушку, которая не нуждается «в добрых советах» и делает всё самостоятельно. Однако, согласно интервью Брайана Хиггинса газете The Observer от июля 2004 года, песня отражает его общее настроение после неудачной сделки между Xenomania и London Records в 1999 году. Припев песни изначально начинался с фразы «Я не люблю жареный рис» (англ. I don't like fried rice) Хиггинс был вдохновлен инди-роком. Он заявил: "Поп-музыка была на обочине, а инди-музыка вот-вот должна была подняться […] Гитарный рифф очень похож на проигрываемый в песне Michael группы Michael ".
Брайан Хиггинс сказал, что Girls Aloud изначально не понравилась эта песня: «Мы сыграли им её часть, и они сказали: „Это не наше звучание“. Я возражал против использования фразы „наш звук“. Я сказал им, что у них есть пять минут, чтобы обсудить, хотят ли они продолжать со мной. Они ушли и поговорили об этом, и с тех пор все было в порядке. Они приходят в надежде на совместную работу, и между нами существует доверие, которое, я думаю, зародилось ещё в тот день».

## Список композиций

### CD Single
1. No Good Advice — 3:48

2. On A Round — 2:45

3. No Good Advice [Dreadzone Vocal Mix] — 6:53

4. No Good Advice [video]

### DVD Single
1. Sound of the Underground [video] — 3:46

2. No Good Advice [audio only] — 3:43

3. Photo Gallery

4. Behind The Scenes Footage From The Video Shoot

## Музыкальный клип
В этом видеоклипе девушки из Girls Aloud одеты в серебристые футуристические костюмы (в которых они изображены на обложке их первого альбома Sound of the Underground).
Девушки исчезают и появляются как голограммы рядом со старой машиной, стоящей возле телефонной будки. Их сопровождают несколько мужчин, играющих на электрогитарах. Ещё одно место действия — темное пространство, освещенное ярко-розовыми лучами, на фоне которого девушки танцуют с тамбуринами. Последние сцены сопровождаются неоновыми спецэффектами.
Сами девушки не раз признавались, что считают костюмы из этого клипа самыми неудачными и неудобными за всю историю группы.

## Позиции вчартах
| Чарты (2003)                             | Позиция занятое место |
| ---------------------------------------- | --------------------- |
| Великобритания                           | 2                     |
| Ирландия                                 | 2                     |
| Голландия                                | 26                    |
| Бельгия                                  | 45                    |
| Великобритания — Лучшие синглы 2003 года | 56                    |
| Австралия                                | 88                    |
| Румыния                                  | 97                    |

## Оценки
6 место в списке 20 лучших песен Girls Aloud по версии газеты The Guardian.

## Авторы
- Ленэ Нистрём
- Миранда Купер
- Брайан Хиггинс
- Лиза Коулинг
- Тим Пауэлл
- Элисон Кларксон

## Состав
- Шерил Коул
- Кимберли Уолш
- Сара Хардинг
- Никола Робертс
- Надин Койл